# Héroe
Héroe – pierwszy utwór nagrany przez Mariah Carey. Jest hiszpańskojęzyczną adaptacją utworu promującego album w 1993 roku pt. "Hero". Produkcją i aranżacją zajęła się piosenkarka wraz z Walterem Afanasieff'em.

## Singel
Piosenka pojawiła się jako dodatek wśród innych piosenek w krajach iberystycznych - Hiszpania, Argentyna i Meksyk. W Argentynie  piosenka dołączyła w postaci dodatkowej płyty z utworem dopiero w 1994 roku. Héroe jako singel promujący został wydany w 1995 roku. Tą samą decyzję podjęto w Europie jak i krajach hiszpańskojęzycznych. Do utworu nie powstał teledysk, a singel zaś w niewielkim nakładzie wydano jako singel "PROMO" na CD. 
- SAMP 2619
- 2-000135
- 1-2571
- 661337 1

1. Héroe